# Histoire de Guam
 (janvier 2014).
Si vous disposez d'ouvrages ou d'articles de référence ou si vous connaissez des sites web de qualité traitant du thème abordé ici, merci de compléter l'article en donnant les références utiles à sa vérifiabilité et en les liant à la section « Notes et références ».
L'histoire de Guam s'étend sur plusieurs millénaires avec deux grandes phases historiques : la période antérieure aux contacts européens qui a vu l'avènement d'une société originale et la période postérieure aux contacts, laquelle culmine avec l'histoire récente et toujours actuelle de Guam en tant que territoire américain, peuplé d'environ 170 000 habitants en 2025.

## La période antérieure aux contacts européens

### Migrations asiatiques
On pense que Guam a été découverte avec le reste des îles Mariannes par des marins austronésiens qui ont migré depuis les Philippines vers 1500 av. J-C, ce qui fait des Mariannes le premier territoire d'Océanie lointaine à être exploré par l'Homme. Le personnage semi-légendaire de Gadao (en) prouve par les récits qui lui sont attachés les migrations asiatiques en l'Océanie. 

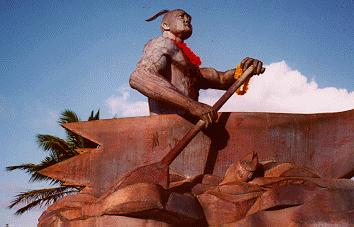
Statue de bronze du chef Gadao, Inarajan, Guam.

Les habitants autochtones de Guam, les Chamorros, sont donc considérés comme les descendants des Austronésiens originaires de l'Asie du Sud-Est ayant des similitudes linguistiques et culturelles avec la Malaisie, l'Indonésie et les Philippines.
La plupart de ce qui est connu au sujet avant les contacts provient des légendes et des mythes chamorros, des preuves archéologiques, des comptes-rendus des missionnaires jésuites, et des observations des scientifiques invités comme Otto von Kotzebue et Louis de Freycinet.

### L'antique société chamorro
Lorsque les Européens sont arrivés à Guam, la société chamorro s'organisait plus ou moins en trois classes : Matao (classe supérieure), Achaot (classe moyenne), et Mana'chang (classe inférieure). Le Matao était situé dans les villages côtiers, ce qui signifiait que ses habitants avaient un meilleur accès aux zones de pêche tandis que la Mana'chang se trouvait à l'intérieur de l'île. Matao et Mana'chang communiquaient rarement l'un avec l'autre, et Matao souvent utilisait le Achaot comme intermédiaire.
Il y avait aussi des shirhano (masculin) shirhana (féminin) c'est-à-dire vraisemblablement des chamanes, le terme voulant signifier l'homme de la guérison et de la médecine. La religion se base d'abord sur la croyance dans les esprits des ancêtres ; cette croyance des anciens Chamorros appelé Taotao Mona persiste encore comme vestige de la société pré-européenne. Les premiers explorateurs européens ont noté que les voiliers rapides des Chamorros étaient utilisés pour le commerce avec les autres îles de la Micronésie.

### Une construction emblématique de cette civilisation: les pierres de latte
Les pierres de latte sont familières aux résidents de Guam. Il semble que ces constructions appartiennent à une phase tardive de la civilisation chamorro. La pierre de latte se compose d'une tête et d'une base en calcaire. Comme les statues de l'île de Pâques, il y a beaucoup de spéculations sur la façon dont cela a été fait par une société sans machines ou métal, mais l'opinion généralement admise est que la tête et la base ont été sculptées sur le sol par des herminettes et des pics pointus (éventuellement avec l'utilisation du feu), puis portées à la zone d'assemblage par un système complexe de cordes et de rondins. La pierre de latte a été utilisée comme base pour une maison sur pilotis appartenant à un maga'lahi (chef matao), même s'ils ont également été utilisées pour les hangars de canoë.
Les archéologues, utilisant la datation au carbone, ont établi trois périodes de l'histoire de Guam avant les contacts : "Pre-Latte " (2000 av. J.-C. à l'an 1 ?) ; "la période de transition pré-Latte " (1 à 1000 ap. J.-C.), et " Latte " (1000 à 1521). Des preuves archéologiques suggèrent également que la société chamorro était sur le point d'entrer dans une autre phase de transition en 1521, car les pierres de latte sont devenues plus grandes.
En supposant que les pierres ont été utilisées pour les maisons principalement, on peut affirmer que la société chamorro a été de plus en plus stratifiée, soit par une croissance de la population soit par l'arrivée de nouvelles personnes. La théorie demeure fragile, cependant, en raison du manque de preuves, mais si elle s'avère correcte, cela permettra de soutenir l'idée que la période antérieure aux contacts était un temps dynamique de la civilisation chamorro.

## Entrée dans l'histoire coloniale

### L'ère espagnole
Guam est abordée par Magellan le 6 mars 1521. L'arrivée est loin d'être tonitruante : partie d’Espagne avec cinq navires, la flottille qui se présente dans la baie d'Umatac est composée de trois navires en mauvais état sur lequel vit un équipage affamé et affaibli par une trop longue traversée du Pacifique (sa longueur avait été largement sous-estimée par le navigateur portugais). Les Européens souhaitent se ravitailler en eau et en nourriture le plus vite possible et tentent le troc avec des Chamorros excités et ne partageant pas la même notion de propriété privée. Les navires sont littéralement pillés : tout ce qui n'est pas attaché est pris par les autochtones. Cette manie est si agaçante pour les Espagnols, par ailleurs désireux de commercer, que Magellan nommera Guam « île des Voleurs ». Magellan, dont les marins repoussent avec tant de mal ces indigènes robustes, fait tirer du canon ce qui effraie les habitants, qui se réfugient dans la jungle environnante. La communication se fait grâce à Enrique, l'esclave malais de Magellan. Finalement, les Européens parviennent à obtenir nourriture et eau contre du fer, un produit presque magique pour une population locale dont la technologie se limite à celle de notre Préhistoire.
Magellan meurt quelques îles plus loin. Ce premier contact est rapporté par son secrétaire Antonio Pigafetta, chargé de transmettre pour l'histoire le récit de cette première circumnavigation.
Malgré le voyage de Magellan, l'Espagne ne revendiquera Guam qu'à partir de 1565. Philippe II ordonna à Miguel Lopez de Legazpi de prendre possession de toutes les terres et îles découvertes. Cependant, l'île n'a pas été effectivement colonisée avant le XVIIe siècle. Le 15 juin 1668, le galion San Diego accoste à Guam avec des missionnaires jésuites dirigés par Padre Diego Luis de San Vitores. Ils ont pour mission d'introduire le christianisme et développer le commerce. Les Espagnols enseignent aux Chamorros la culture du maïs, l'élevage du bétail, et comment tanner les peaux et à adopter des vêtements de style occidental. Les jésuites ont également introduit la langue et la culture espagnoles. Une fois le christianisme établi, l'Église catholique est devenue le point focal des activités du village et de Guam est devenu un port d'escale régulier pour les galions espagnols qui traversent l'océan Pacifique du Mexique aux Philippines.
Un incident entre les jésuites et la population chamorro en 1672 provoque l'intervention de l'armée qui met en coupe réglée le pays. Ces exactions ainsi que le choc microbien fait drastiquement baisser la population indigène : on l'estime aux alentours de 5 000 personnes en 1741. Après 1695, les Chamorros sont contraints de s'installer dans cinq villages : Hagåtña, Agat, Umatac, Pago, et Fena. Ils sont régis par les forces militaires, encouragés à aller à l'église tous les jours, et à apprendre la langue et des coutumes espagnoles. Une population mixte, issue surtout de mariages entre des femmes chamarros et hommes espagnols ou philippins s'installe. En 1740, les Chamorros des îles Mariannes du Nord, à l'exception de Rota, sont déportés de leurs îles d'origine et exilés à Guam.
La colonisation espagnole prend fin en 1815 après la révolution mexicaine.
Durant tout ce temps, Guam a été l'hôte d'un certain nombre de scientifiques, voyageurs, baleiniers de Russie, de France et d'Angleterre qui ont fourni un compte-rendu détaillé de la vie quotidienne à Guam sous domination espagnole.

### L'ère américaine
Guam tombe sans effusion de sang aux mains des Américains le 21 juin 1898. C'est une des conséquences de la guerre hispano-américaine. Le traité de Paris confirme officiellement la cession aux Américains de l'île par les Espagnols.
Les nouveaux maîtres de l'île maintiennent une direction militaire de l'île depuis Hagåtña, la capitale. Possédant un bon port, l'île sert de station navale aux États-Unis, le commandant par intérim de la marine y est aussi gouverneur. Les produits de l'île sont le maïs, le coprah, le riz, le sucre et le bois précieux. Les officiers militaires régissent l'île comme "USS Guam ", et la Marine des États-Unis est opposée à toutes les propositions de gouvernement civil jusqu'en 1950.
Malgré des demandes réitérées, le Congrès refusera de transformer l'île en un Gibraltar du Pacifique ; néanmoins cela ne cause aucun problème majeur aux États-Unis engagés dans la Première Guerre mondiale : un navire allemand qui croisait dans les eaux de Guam fut arrêté et malgré un équipage de 543 marins, les gardiens étaient largement en nombre !
Pendant la Seconde Guerre mondiale, Guam est envahie par l'armée impériale japonaise le 8 décembre 1941, peu après l'attaque de Pearl Harbor. Les Japonais ont immédiatement rebaptisé l'île " Omiya Jima " (grande île du tombeau).
L'occupation militaire japonaise de Guam a duré de 1941 à 1944. Ce fut une expérience coercitive pour le peuple chamorro, dont la loyauté envers les États-Unis est devenue un point de discorde avec les Japonais. Plusieurs militaires américains sont restés sur l'île, cependant, et ont été cachés par des Chamorros. Tous ces militaires ont été trouvés et exécutés par les forces japonaises en 1942, un seul y a échappé.
La bataille de Guam a commencé le 21 juillet 1944 avec les troupes américaines débarquant sur le côté ouest de l'île, après plusieurs semaines de bombardement par l'US Navy. Après plusieurs semaines de combats acharnés, les forces japonaises capitulent le 10 août 1944.
Guam a ensuite été convertie en une base d'opérations pour l'US Navy et l'Air Force. Des aérodromes ont été construits dans la partie nord de l'île (dont l'Andersen Air Force Base), la base navale de l'île, antérieure à la Seconde Guerre mondiale, a été élargie et de nombreuses installations et des dépôts d'approvisionnement ont été construits dans toute l'île.
Deux des plus grandes villes de Guam (Sumay et Hagåtña) ont été pratiquement détruites entièrement pendant la bataille de 1944. Beaucoup de familles Chamorro vivaient dans des camps temporaires de réinstallation à proximité des plages avant de passer à des foyers permanents construits dans les villages extérieurs de l'île. Les villages du sud de Guam échappèrent en grande partie aux destructions.

#### Accès à l'autodétermination
Les années qui ont immédiatement suivi la Seconde Guerre mondiale ont vu l'US Navy tenter de reprendre sa prédominance dans les affaires de Guam. Cela a finalement conduit au ressentiment de la population locale, et donc à l'augmentation de la pression politique pour une plus grande autonomie des Chamorros.
Le résultat en a été la loi organique de Guam de 1950 qui a établi Guam comme un territoire organisé non incorporé des États-Unis et, pour la première fois dans l'histoire de Guam, a conduit à la constitution d'un gouvernement civil.
La Loi de 1952 sur l'immigration et la nationalité (article 307) accorde la citoyenneté des États-Unis à toutes les personnes nées dans l'île de Guam le 11 avril 1899 ou même après. Dans les années 1960, les conditions d'accès nécessaires de l'île pour les visiteurs sont levées.
Le 11 septembre 1968, dix-huit années après l'adoption de la loi organique, le Congrès a adopté la Loi élective de gouvernance (Public Law 90-497), qui a permis à la population de Guam d'élire leur propre gouverneur et lieutenant-gouverneur. Près de quatre ans plus tard, le Congrès a adopté la Loi de délégation des îles de Guam & des îles Vierges laquelle a permis à un délégué de Guam de siéger à la Chambre des représentants des États-Unis. Le délégué a une voix dans les débats et un vote au sein des comités, mais pas de vote sur le parquet de la Chambre.
Bien que la loi publique 94-584 établit la formation d'une constitution élaborée localement (plus tard connue sous le nom de (Constitution de Guam), le document proposé a été rejeté par les habitants de Guam dans un référendum le 4 août 1979.
Dans l'intervalle, le gouvernement local de Guam avait formé plusieurs commissions d'État pour s'attaquer à des options possibles concernant l'autodétermination. L'année suivante, après le passage de la Loi de délégation de Guam, a vu la création de la Commission d'état par la douzième législature de Guam.
Elle a été suivie par la mise en place de la Deuxième Commission du statut politique en 1975 et de la Commission sur l'autodétermination de Guam (CSD) en 1980. La vingt-quatrième législature de Guam a créé la Commission sur la décolonisation en 1996 pour améliorer les études en cours de la CSD sur les diverses options de statut politique et des campagnes d'information au public.
Ces efforts ont permis à la CSD, à peine deux ans après sa création, d'organiser un référendum sur le statut politique de l'île, le 12 janvier 1982. 49 % des électeurs ont choisi une relation plus étroite avec les États- Unis via un Commonwealth.
Vingt-six pour cent ont voté pour l'établissement d'un État indépendant, tandis que dix pour cent ont voté pour le statu quo (comme territoire non organisé). Le référendum suivant qui s'est tenu entre les partisans d'un Commonwealth et ceux pour un État indépendant, a vu 73 % des électeurs choisir le Commonwealth plutôt qu'un État de Guam (27 %). Aujourd'hui, Guam reste un territoire non incorporé malgré les référendums et le mandat des Nations unies visant à établir un statut permanent pour l'île.

#### Histoire contemporaine
Les installations militaires américaines à Guam demeurent parmi les plus essentielles stratégiquement dans l'océan Pacifique. Lorsque les États-Unis ont fermé leurs bases navales et aériennes des Philippines après l'expiration de leur bail au début des années 1990, la plupart des forces stationnées là-bas ont été relogées à Guam.
Le retrait des restrictions d'entrée à Guam par le président John F. Kennedy en 1963 a permis le développement d'une industrie du tourisme. Le développement économique rapide de l'île a été alimenté à la fois par la croissance rapide de cette industrie ainsi que par l'augmentation des dépenses du gouvernement fédéral américain pendant les années 1980 et 1990.
La crise économique asiatique de la fin des années 1990, qui a frappé particulièrement le Japon, a aussi sévèrement touché l'industrie du tourisme à Guam. La réduction des dépenses militaires dans les années 1990 a également perturbé l'économie de l'île. La reprise économique a été encore aggravée par la dévastation due aux supertyphons Paka en 1997 et Pongsona en 2002, ainsi que les effets des attentats terroristes du 11 septembre sur le tourisme.
Il y a des signes montrant que Guam se remet de ces revers. L'augmentation des arrivées de touristes japonais reflète la reprise économique de ce pays, ainsi que l'attrait durable de Guam comme une retraite tropicale le week-end. Les dépenses militaires des États-Unis ont augmenté de façon spectaculaire dans le cadre de la guerre contre le terrorisme.
Les récentes propositions visant à renforcer les installations militaires des États-Unis, y compris les négociations concernant le transfert des 8 000 marines américains d'Okinawa, semblent indiquer également un regain d'intérêt pour Guam par l'armée américaine. Les forces américaines devaient initialement se déplacer d'Okinawa à Guam à partir de 2012 ou 2013. Cependant, en raison de contraintes budgétaires et de la résistance locale à la présence militaire supplémentaire ce transfert est en attente.
Cosmopolite, Guam pose des défis particuliers pour les Chamorros qui luttent pour préserver leur culture et leur identité face à l'acculturation. Le nombre croissant de Chamorros, en particulier des jeunes, qui déménagent aux États-Unis continentale a encore compliqué la fois la définition et à la préservation de l'identité chamorro.
En août 2017, Guam est au centre de l'attention internationale alors que la Corée du Nord menace de frapper l'île.